# Річард Дерріл Занук
Річард Дерріл Занук (англ. Richard Darryl Zanuck; 13 грудня 1934, Лос-Анджелес — 13 липня 2012, там же) — американський кінопродюсер, лауреат премії «Оскар».

## Біографія
Річард Дерріл Занук народився в Лос-Анджелесі у сім'ї актриси Вірджинії Фокс і Дерріла Занука, який в той час очолював кіностудію 20th Century Fox. Продовжуючи навчання в Стенфордському університеті, Річард почав свою кар'єру в кіноіндустрії, коли працював у відділі сюжетів кіностудії 20th Century Fox. У 1960-х роках він став президентом кіностудії 20th Century Fox. Після гучних невдач, таких як фільм 1967 року «Доктор Дуліттл», Річарда звільненив його батько. Тоді Річард влаштувався на кіностудію Warner Bros. на посаду виконавчого віце-президента, а роком пізніше створив компанію The Zanuck / Brown Company. У 1968 році він одружився з моделлю і актрисою Лінде Гаррісон. У 1978 році вони розлучилися.
У 1972 році Занук приєднався до продюсера Девіда Брауна для створення незалежної продюсерської компанії під назвою The Zanuck / Brown Company на кіностудії Universal Pictures. Обидва продюсера працювали над парою ранніх фільмів режисера Стівена Спілберга «Шугарлендский експрес» (1974) та оскароносному трилері «Щелепи» (1975). Пізніше вони встигли продюсувати такі фінансово успішні фільми, як «Кокон» (1985) і «Шофер міс Дейзі» (1989). За цей фільм Річард і його третя дружина, Лілі, отримали премію «Оскар» за найкращий фільм, при цьому Лілі Занук стала другою жінкою, що отримала «Оскар» в цій номінації.
У 1990 році обом продюсерам була спільно вручена Нагорода імені Ірвінга Тальберга від Академії кінематографічних мистецтв наук.
Річард працював з режисером Тімом Бертоном шість разів, виконуючи продюсерську роботу в таких всесвітньо відомих фільмах, як «Планета мавп» (2001), «Велика риба» (2003), «Чарлі і шоколадна фабрика» (2005), «Аліса в країні чудес» (2010) і «Похмурі тіні» (2012).
Річард Занук помер в 2012 році від інфаркту міокарда в своєму будинку в Лос-Анджелесі.

## Фільмографія
- Насильство (1959)
- Sanctuary (1961)
- The Chapman Report (1962)
- Звуки музики (1965)
- SSSSSSS (1973)
- Willie Dynamite (1974)
- Шугарлендський експрес (1974)
- Чорний вітряк (1974)
- The Girl from Petrovka (1974)
- Санкція на піку Ейгера (1975)
- Щелепи (1975)
- MacArthur (1977)
- Щелепи 2 (1978)
- Острів (1980)
- Неспокійні сусіди (1981)
- Вердикт (1982)
- Кокон (1985)
- Мішень (1985)
- Кокон: Повернення (1988)
- Водій міс Дейзі (1989)
- Кайф (1991)
- Rich in Love (1993)
- Незаймано чиста пам'ять (1994)
- Дикий Білл (1995)
- Скеля Малголланд (1996)
- Ланцюгова реакція (1996)
- Зіткнення з безоднею (1998)
- Справжній злочин (1999)
- Правила бою (2000)
- Планета мавп (2001)
- Влада вогню (2002)
- Проклятий шлях (2002)
- Велика риба (2003)
- Чарлі і шоколадна фабрика (2005)
- Свіні Тодд, демон-перукар з Фліт-стріт (2007)
- Завжди кажи «Так» (2008)
- Аліса в Країні чудес (2010)
- Битва титанів (2010)
- Похмурі тіні (2012)
- Зачаївшись (2015)